# Char Maijdia
Char Maijdia é uma vila no distrito de Nadia, no estado indiano de Bengala Ocidental.

## Demografia
Segundo o censo de 2001, Char Maijdia tinha uma população de 5003 habitantes. Os indivíduos do sexo masculino constituem 51% da população e os do sexo feminino 49%. Char Maijdia tem uma taxa de literacia de 71%, superior à média nacional de 59.5%; a literacia no sexo masculino é de 79% e no sexo feminino é de 63%. 10% da população está abaixo dos 6 anos de idade.